# Citellophilus simplex
Citellophilus simplex är en loppart som först beskrevs av Wagner 1902.  Citellophilus simplex ingår i släktet Citellophilus och familjen fågelloppor.

## Underarter
Arten delas in i följande underarter:
- C. s. simplex
- C. s. rosickyi